# Konstantas (Vorname)
Konstantas ist ein litauischer männlicher Vorname, abgekürzt von Konstantinas, abgeleitet von Konstantin.

## Namensträger
- Konstantas Bražėnas (1894–1933), litauischer Politiker
- Konstantas Ramelis (* 1938), litauischer Richter und Politiker